# Miss Caffeina
Miss Caffeina es un grupo español de indie rock y pop formado en 2006 y originario de Madrid.

## Componentes
Alberto Jiménez (voz), Sergio Sastre (teclados, guitarra y sintetizador) y Antonio Poza (bajo eléctrico). Anteriormente también lo componía Román Méndez (batería), que estuvo desde la formación de la banda hasta enero de 2014. y Álvaro Navarro (guitarra eléctrica) hasta febrero de 2022.

## Historia
El nombre del grupo viene de una canción de Buenas Noches Rose (una banda en la que estuvo Rubén Pozo de Pereza) y del que Álvaro y Sergio, que son los que montaron Miss Caffeina, eran seguidores. Se conocieron en un foro del grupo y empezaron a quedar para ir a todos los conciertos. En sus orígenes fueron muy activos en las redes sociales, siendo la forma de distribución de sus EP mediante la publicación directa por ellos mismos en Internet. De esta forma adquirieron gran popularidad y actuaron en muchos festivales sin haber grabado un disco de estudio, hecho que no sucedió hasta que llevaran cinco años desde que se formara el grupo.
La fama no les llegaría  hasta 2016 con la publicación del  álbum, titulado Detroit., después de llevar más de diez años en activo, y  haber publicado cuatro EPs y tres álbumes de estudio (Imposibilidad del fenómeno, De polvo y flores y Detroit).
La popularidad de los sencillos "Mira cómo vuelo" y "Ácido" hizo que llegaran a las posiciones más destacadas de las listas de las radio-fórmulas españolas y aumentara exponencialmente su popularidad, llegando a un público de masas o "mainstream".
El 8 de enero de 2022, el grupo participó en el concierto solidario Más fuertes que el volcán, organizado por Radio Televisión Española con el fin de recaudar fondos para los damnificados por la erupción volcánica de La Palma de 2021.

## Participación en festivales
Es una banda habitual en los principales festivales de verano que existen en España. Han actuado en el Sonorama Ribera de Aranda de Duero (Burgos), Low Cost Festival de Benidorm, el Arenal Sound de Burriana (Castellón), entre otros.En 2024 participaron en el Benidorm Fest con su canción "Bla Bla Bla", logrando llegar a la final como aspirantes a representar a España en el Festival de la Canción de Eurovisión.

## Discografía

### Álbumes
| Año  | Detalles del disco                                                                             |
| ---- | ---------------------------------------------------------------------------------------------- |
| 2010 | Imposibilidad del fenómeno - Lanzamiento: 22 de noviembre de 2010 - Discográficas: Gigntik S.L |
| 2013 | De polvo y flores - Lanzamiento: 5 de marzo de 2013 - Discográficas: Warner Music Spain        |
| 2016 | Detroit - Lanzamiento: 26 de febrero de 2016 - Discográficas: Warner Music Spain               |
| 2019 | Oh Long Johnson - Lanzamiento: 1 de marzo de 2019 - Discográficas: Warner Music Spain          |
| 2022 | El año del tigre - Lanzamiento: 4 de febrero de 2022 - Discográficas: Warner Music Spain       |

### EP
| Año  | Detalles del EP                                                                       |
| ---- | ------------------------------------------------------------------------------------- |
| 2007 | Destrucción creativa - Lanzamiento: - Discográficas: - Independiente                  |
| 2008 | En Marte - Lanzamiento: 10 de enero de 2008 - Discográficas: - Independiente          |
| 2008 | Carrusel - Lanzamiento: 20 de septiembre de 2008 - Discográficas: - Independiente     |
| 2009 | Magnética - Lanzamiento: 17 de septiembre de 2009 - Discográficas: - Independiente    |
| 2023 | Shangay Baby - Lanzamiento: 14 de abril de 2023 - Discográficas: - Warner music spain |

### Sencillos
- Disfraces (2012)
- Hielo T (2013)
- Buen Soldado (2014)
- Atomos Dispersos (2015)
- Mira cómo vuelo (2016)
- Detroit (2016)
- Ácido (2016)
- Oh! Sana (2016)
- Eres agua (en directo) (2017)
- Merlí (2018)
- Reina (2019)
- Prende (2019)
- Cola de Pez (feat. Javiera Mena & La Casa Azul) (2019)
- Reina (feat. Rozalén) (2020)
- Punto Muerto (feat. Ana Torroja) (2021)
- Me Voy (2021)
- Por si (2021)
- Autoayuda (2021)
- Fuerte el aplauso (2021)